# آلیانتس گلوبال
آلیانتس گلوبال (انگلیسی: Allianz Global) شرکت خدمات مالی آلمانی است، که در سال ۱۹۹۸ تأسیس شد. این شرکت هم‌اکنون از شرکت‌های تابعه گروه آلیانتس می‌باشد.